# Broyes, Marne

Broyes este o comună în departamentul Marne, Franța. În 2009 avea o populație de 384 de locuitori.